# Roberta (Georgia)
Roberta es una ciudad situada en el condado de Crawford, Georgia, Estados Unidos. Tiene una población estimada, a mediados de 2023, de 784 habitantes.

## Geografía
La localidad está ubicada en las coordenadas 32°43′11″N 84°00′37″O / 32.71972, -84.01028 (32.719776, -84.010381).
Según la Oficina del Censo, tiene una superficie total de 3.90 km², de los cuales 3.86 km² corresponden a tierra firme y 0.04 km² están cubiertos de agua.

## Demografía

### Censo de 2020
Según el censo de 2020, en ese momento había 813 personas residiendo en la localidad. La densidad de población era de 210.62 hab./km².
| Raza                   | Núm. | Porc.  |
| ---------------------- | ---- | ------ |
| Blancos                | 480  | 59.04% |
| Afroamericanos         | 301  | 37.02% |
| Asiáticos              | 5    | 0.62%  |
| Isleños del Pacífico   | 1    | 0.12%  |
| De otras razas         | 8    | 0.98%  |
| De una mezcla de razas | 18   | 2.21%  |

Del total de la población, el 1.23% eran hispanos o latinos de cualquier raza. 

### Estimación 2018-2022
Según la estimación 2018-2022 de la Oficina del Censo, los ingresos medios de los hogares de la localidad son de $41,500 y los ingresos medios de las familias son de $48,250.